# Biodiversity Heritage Library
La Biodiversity Heritage Library (BHL) è un consorzio di biblioteche specializzate in botanica e storia naturale che collaborano nella digitalizzazione di opere sulla biodiversità da loro possedute e le rendono disponibili ad accesso aperto. Per incrementare i suoi contenuti digitali il Consorzio ha ottenuto da diversi editori il permesso di digitalizzare testi ancora sotto copyright. Grazie alla messa online di questo materiale, gli sudi sugli organismi viventi hanno avuto significati approfondimenti. 

## Struttura
Sono disponibili per la ricerca 10.000 articoli e oltre 150.000 volumi. Sono previste modalità di ricerche diverse; i testi possono essere letto a schermo o scaricati come file PDF. Sono così disponibili informazioni su più di 150 milioni di specie. Grazie all'uso di uno schema di metadati comune basato su standard internazionali, i ricercatori possono recuperare pubblicazioni relative a specie viventi e trovare collegamento con Encyclopedia of Life. L'adozione di una politica di accesso aperto da parte di BHL offre servizi ed API che consentono all'utente una ampia ricerca via harvester ed il conseguente riuso dei contenuti a scopo di ricerca.
BHL-Europe è anche responsabile della creazione di strutture per la conservazione a lungo termine delle risorse digitali.

## Storia

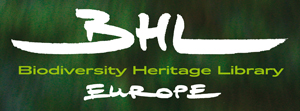
Logo del progetto BHL-Europe

La Biodiversity Heritage Library for Europe è nata da un progetto triennale (2009-2012) finanziato dall'Unione europea nell'ambito della linea E-Content Plus, che ha coinvolto 28 fra i principali musei di storia naturale, biblioteche, giardini botanici e altre istituzioni europee

## Partner di BHL-Europe
I seguenti 28 Istituti sono stati i membri fondatori del consorzio di BHL-Europe nel maggio 2009 a Berlino:
- Museum für Naturkunde (Berlino) (leadership del progetto)
- Museum of Natural History (Londra)
- Národní muzeum (Praga)
- European Digital Library Foundation (Europeana)
- Angewandte Informationstechnik Forschungsgesellschaft AIT (Graz)
- Atos Origin Integrazione Francia (Parigi)
- Freie Universität Berlin
- Georg-August-Universität Göttingen (progetto AnimalBase)
- Naturhistorisches Museum (Vienna)
- Oberösterreichische Landesmuseen (Linz)
- Museo e Istituto di Zoologia, Accademia Polacca delle Scienze (Varsavia)
- Hungarian Natural History Museum (Budapest)
- Università di Copenaghen
- Nederlands Centrum voor Biodiversiteit Naturalis (Leiden)
- National Botanic Garden of Belgium - Meise
- Royal Museum for Central Africa (Tervuren)
- Royal Belgian Institute of Natural Sciences (Bruxelles)
- Biblioteca nazionale di Francia (Parigi) (progetto Gallica)
- Museum national d’histoire naturelle (Parigi)
- Consejo Superior de Investigaciones Científicas (Madrid)
- Biblioteca di Scienze e Museo di storia naturale (Firenze) dell'Università degli Studi di Firenze
- Giardino botanico reale di Edimburgo
- Species 2000
- John Wiley & Sons
- Smithsonian Institution (Washington)
- Missouri Botanical Garden (St. Louis)
- Università di Helsinki
- Humboldt-Universität zu Berlin